# Loi contre le racisme et la xénophobie
Lire en ligne

30 JUILLET 1981. - Loi tendant à réprimer certains actes inspirés par le racisme ou la xénophobie.  (Loi 1981001359 au Moniteur belge)

Convention internationale sur l'élimination de toutes les formes de discrimination raciale loi du 23 mars 1995 anti-négationniste
La loi du 30 juillet 1981 tendant à réprimer certains actes inspirés par le racisme ou la xénophobie, dite loi Moureaux est une loi belge proposée par Philippe Moureaux. Il s'agit d'une loi contre les discours de haine mais aussi contre les discriminations et le harcèlement. La loi prend place après que la Belgique a entamé une démarche visant à créer un cadre légal contre le racisme.   

## Contexte historique
En 1966, la Belgique signe la Convention internationale concernant l'élimination de toutes les formes de discrimination raciale, dite Convention de New York. La Belgique, en signant cette dernière, va s’engager à protéger les minorités.  
Cependant, ce n’est qu’une vingtaine d’années plus tard que la première norme contre le racisme sera votée. Deux éléments déclencheurs vont pousser le législateur à voter la loi Moureaux. Le premier élément est l’Attentat de 1981 contre une synagogue d’Anvers dans le quartier des Diamantaires et le second est une manifestation contre le racisme et la réapparition d’organisations fascistes en Belgique. 

## Elaboration
L’élaboration de la loi Moureaux a été une longue procédure. En 1972, la commission installée par le ministre de la Justice A. Vranks, aussi appelée la Commission Rollin, a rendu un rapport aux allures d’avant-projet de loi. En 1975, c’est le successeur de A. Vranks du nom de  H. Vanderpoorten qui a déposé sur le bureau de la Chambre des Représentants un projet de loi qui s’est inspiré des conclusions du rapport de la Commission Rollin mais qui s’en est détaché aussi sur certains points. Ce projet de loi va être longuement discuté à la Chambre des représentants, où plus de 50% des articles seront amendés, deux seront rajoutés et un sera supprimé. Le 8 juin 1978, le projet de loi a fini par être adopté à l’unanimité au sein de la Chambre des représentants et, a été soumis au principe de bicaméralisme intégral, il a donc été envoyé au Sénat. Durant encore deux ans, le projet de loi a reposé sur le bureau du Sénat et a été voté le 20 novembre 1980. La Loi Moureaux a été promulguée le 30 juillet 1981 et est entrée en vigueur le 14 aout 1981.  

## Principe
En Belgique, avec l'adoption de la loi du 30 juillet 1981 tendant à réprimer certains actes inspirés par le racisme et la xénophobie, dite loi Moureaux, quiconque commettant une discrimination à l'égard d'une personne ou d'un groupe en raison de sa prétendue race, de sa couleur, de son ascendance, de son origine, ou de sa nationalité, peut être passible à « une peine d'emprisonnement d'un mois à un an et devoir payer une amende de cinquante euros à mille euros ». La législation belge contre le racisme a également été étoffée en 1995, par la loi du 23 mars 1995, tendant à réprimer la négation, la minimisation, la justification ou l'approbation du génocide commis par le régime national-socialiste allemand pendant la Seconde Guerre mondiale. Ces mesures rendent la Belgique pionnière dans la lutte contre le racisme. En 1997, le Centre pour l'égalité des chances et la lutte contre le racisme est institué. Il s'agit d'un service public qui agit dans cette thématique par recommandations, formations mais aussi plaintes légales.
La loi contre le racisme et la xénophobie comporte des dispositions pénales ainsi que des dispositions civiles. Les dispositions pénales renforcent la législation en vigueur contre le racisme et la xénophobie. En effet, elles punissent toute personne incitant à la haine dans les circonstances dont dispose l’article 444 du code pénal. Celui-ci considère comme circonstance aggravante, le fait que certaines infractions à caractère raciste aient été inspirées par des motifs abjects. Les dispositions civiles visent, quant à elles,  toute autre forme de discrimination non raciale, par exemple basé sur le sexe, l'orientation sexuelle, l'état civil, la naissance, l'âge, l'état de santé actuel ou futur, un handicap ou une caractéristique physique, la conviction religieuse ou philosophique. Elles offrent aussi l’opportunité au président de première instance « d’ordonner la cession immédiate d’une discrimination ordonnée ».   
La loi contre le racisme et la xénophobie est utilisée comme instrument de combat envers les partis qualifiés d’extrémistes. Le Pacte culturel autorise une certaine liberté d’opinion aux médias, ce qui permet à ces partis de partager leurs idées radicales. Cette norme a le pouvoir d'atténuer ce principe en donnant l’occasion d’enclencher des mécanismes protecteurs en faveur de la démocratie.

## Champ d’application
Le champ d’application de la loi du 30 juillet 1981 est défini par l’article 5 de ladite loi. En effet, celui-ci dispose comme suit : 

- « l’accès des biens et services (…) ;

- la protection sociale, en ce compris la sécurité sociale et les soins de santé ;
- les avantages sociaux ;
- les régimes complémentaires de sécurité sociale ;  
- les relations de travail ;
- la mention dans une pièce officielle ou dans un procès-verbal ;
- l'affiliation à et l'engagement dans une organisation de travailleurs ou d'employeurs ou toute autre organisation dont les membres exercent une profession donnée, y compris les avantages procurés par ce type d’organisations ;
- l’accès, la participation et tout autre exercices d’une activité sociale, culturelle, politique ou économique étant accessible au public.
- (…) ».

La lutte contre le racisme ne relève pas toujours de la compétence du fédéral. En effet, certaines compétences dont il est question dans la loi Moureaux sont déléguées aux Régions ainsi qu’aux Communautés en suivant les dispositions de l’article 6 de la loi spéciale sur les réformes institutionnelles. 
Deux précisions sont cependant à noter. La première est que la loi du 30 juillet 1981 ne concerne ni les relations intrafamiliales ni les relations privées. En effet, l’intention du législateur est de punir les actions pouvant provoquer la haine et non pas un jugement de valeur qu’un individu peut porter. C’est pourquoi, son champ d’application englobe uniquement l’ensemble des personnes des secteurs privés et publics ainsi que les organismes d’intérêt publics. La deuxième est que la loi Moureaux ne s’applique pas à ce qui se rattache au harcèlement sexuel ou au harcèlement moral dans le milieu du travail. Ceci est régi par la loi du 4 août 1996 relative au bien-être des travailleurs dans l’exécution de leur travail.  
L’article 12 de la loi Moureaux nous précise que « dans les domaines qui relèvent du champ d’application de la présente loi, toute forme de discrimination est interdite ». Cet article prohibe les discriminations dites directes et indirectes, l’injonction de discriminer ainsi que le harcèlement. 

## Postérité
La loi Moureaux est la première d’une série de lois ayant pour but de contrer les discours de haine et de diffamation en Belgique. En effet, elle a engendré de nombreuses réactions au niveau législatif. 
Depuis, de multiples autres lois ont été édictées. Nous pouvons citer, par exemple, le législateur régional de Bruxelles-capitale qui a édicté une ordonnance relative à la lutte contre la discrimination et à l’égalité de traitement en matière d’emploi le 4 septembre 2008. Le législateur régional de la Région wallonne, quant à lui, a adopté le 6 novembre 2008 un décret relatif à la lutte contre certaines formes de discrimination en matière d’économie, d’emploi et de formation professionnelle. Le 12 décembre 2008, la Fédération Wallonie-Bruxelles a aussi édicté un décret relatif à la lutte contre certaines formes de discrimination ainsi qu’un décret modifiant ce dernier. 
Le Conseil européen a rédigé la directive 2000/43/CE du 29 juin 2000 concernant la mise en oeuvre de l’égalité de traitement entre personnes sans distinction de race ou d’origine ethnique. Ses objectifs sont de lutter contre les discriminations basées sur l’origine ethnique ou la race, de fixer des conditions « pour la mise en œuvre du principe de l’égalité de traitement entre les personnes dans (…) l’Union européenne » et d’aboutir à l’augmentation de la participation à la vie sociale et économique afin de réduire l’exclusion sociale. Cette directive du Conseil européen fut transposée en droit interne belge grâce à une mise à jour de la loi Moureaux. 

## Problèmes de la loi
Deux problèmes majeurs sont à relever quant à la loi du 30 juillet 1981 :
- La procédure pénale est très longue, ce qui dissuade les victimes à recourir à la loi.
- Les actes de discriminations sont assez compliqués à prouver. Les preuves sont souvent rares, ce qui entrave le bon déroulement des poursuites pénales.

Afin de combler ces lacunes, le Conseil des ministres a admis trois nouvelles lois qui permettent de généraliser le terme discrimination. Les différents sujets de ces normes sont: le genre, les discriminations raciales et les autres discriminations.

### Textes officiels
- Loi du 30 juillet 1981 tendant à réprimer certains actes inspirés par le racisme ou la xénophobie, M.B., 8 août 1981, art. 5, 6, 12 et 20.